# Dorade (iot)

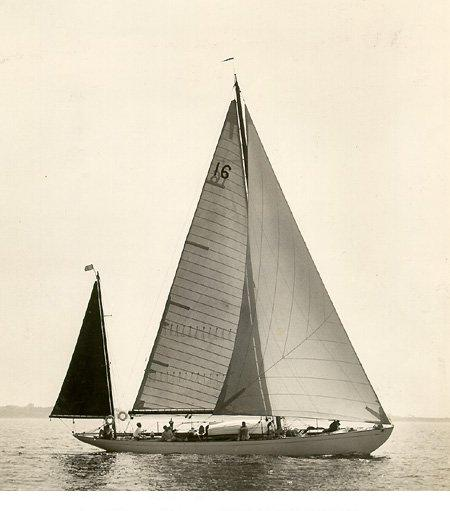
Iot Dorade (1931).

El Dorade és un veler destinat a les regates de creuer amb nombrosos èxits esportius. Fou dissenyat l'any 1929 per Olin Stephens (de la firma Sparkman & Stephens) i construït a les drassanes Minneford Yacht Yard, a City Island (Nova York).
Fou restaurat l'any 1977 i continua participant en regates.

## Característiques
| Concepte                   | Valor                             |
| -------------------------- | --------------------------------- |
| Eslora total               | 16.02 m                           |
| Eslora de flotació         | 11.85 m                           |
| Mànega                     | 3.13 m                            |
| Calat                      | 2.52 m                            |
| Superfície vèlica original | 143 m²                            |
| Aparell                    | iol                               |
| Desplaçament               | 16.790 kg                         |
| Llast                      | 8165 kg (quilla exterior de plom) |

## Construcció
La construcció del buc fou de fusta, segons el mètode tradicional (amb quilla, quadernes i folre). El disseny estructural i els materials escollits permeteren una construcció molt sòlida i, a la vegada, lleugera.
Alguns dels materials foren els següents:
- Quilla de roure o d'alzina (“oak” en anglès).
- Quadernes de roure o d'alzina, conformades al vapor.
- Folre de caoba. Simple, de 32 mm de gruix.
- Baus de pícea.
- Coberta original de cedre.

## Restauració
L'any 1977, fou completament restaurat a les drassanes Cantiere Navale dell'Argentario, a Porto Santo Stefano (Itàlia).
Les quadernes foren substituïdes. La nova coberta passà a ser de teca.

## Innovacions
Invenció i aplicació d'un sistema de ventilació basat en el sistema de respirall dorade. Disposició que rebé el nom del iot.